# ももクロの子供祭り2012〜良い子のみんな集まれーっ!〜
『ももクロの子供祭り2012〜良い子のみんな集まれーっ!〜』（ももクロのこどもまつり にせんじゅうに〜よいこのみんなあつまれーっ!〜）は、ももいろクローバーZのライブ作品。2012年5月5日に戸田市文化会館で開催されたイベント『ももクロの子供祭りだョ!全員集合』の模様を再構成して収録している。
Blu-ray & DVDとして発売されており、DVDはレンタルにも対応している。

## 概要
親子連れ限定ライブ。小学生以下を対象としつつも、公演名の通り「8時だョ!全員集合」をアレンジした内容で当時を知る大人たちを意識した演出となった（会場の戸田市文化会館は、かつて番組収録が行われていた”聖地”である）。ハッピ風の衣装で客席から登場するオープニング、名物コーナー「少年少女合唱隊」にちなんだ衣装でお題に沿った言葉を発していく「ももクロ言葉」やコント、体操コーナー、ヒゲダンスなどが繰り広げられた。
権利の関係上、公演名の『ももクロの子供祭りだョ!全員集合』は映像作品のタイトルには使用できなかった。また会場では、本家ザ・ドリフターズの加藤茶がサプライズゲストとして登場したがこのシーンもカットされている。

## 内容

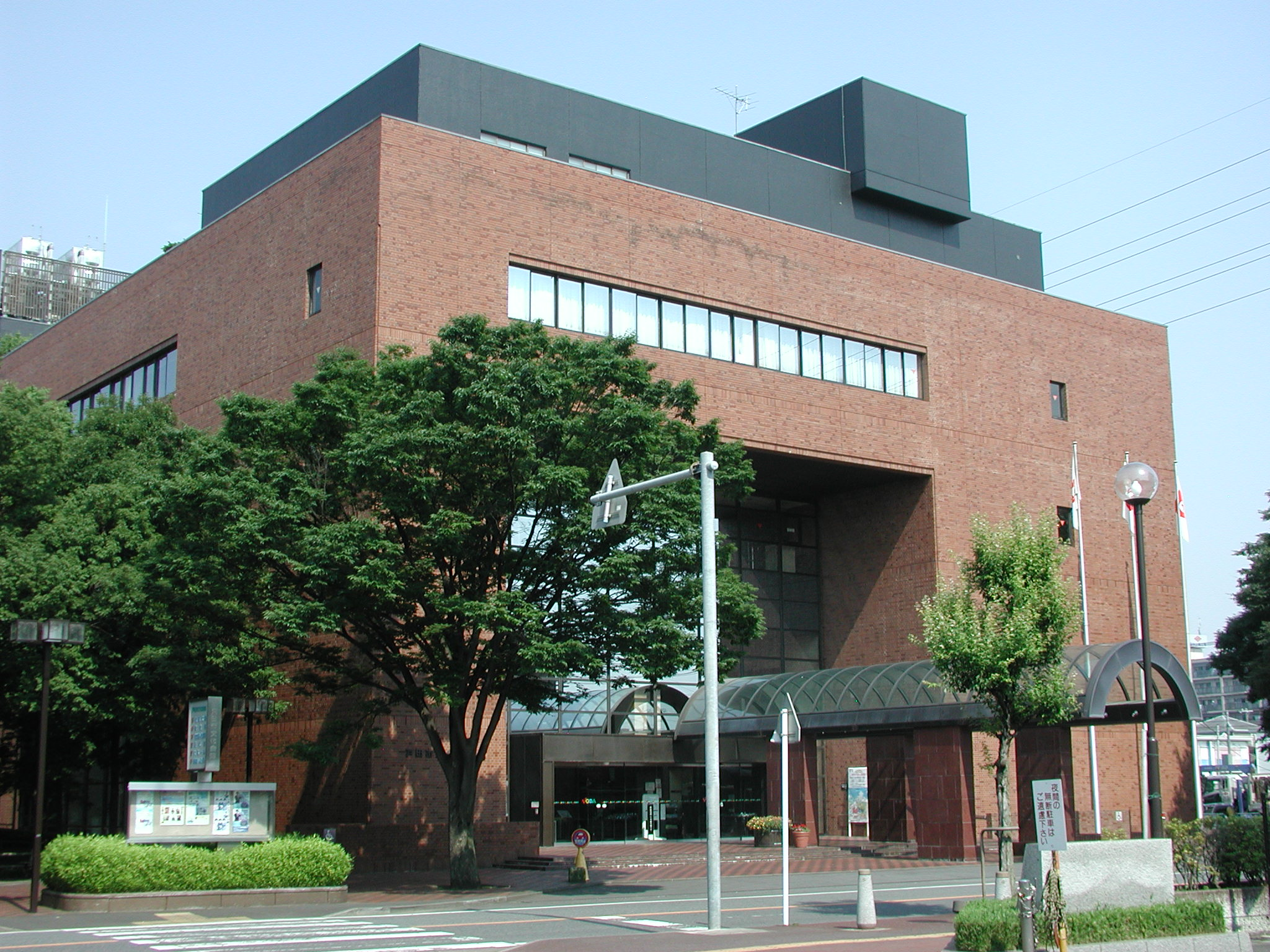
会場の戸田市文化会館

公演は2部行われ、DVD & Blu-ray作品は両部を合わせた編集となっている。

### 1部
1. オープニング
2. もリフだョ!全員集合
3. コント「アイドルの道は一日にしてならず」
4. あーりんは反抗期! / 佐々木彩夏
5. 津軽半島龍飛崎 / 高城れに
6. ももクロ言葉
7. 体操コーナー
8. ヒゲダンス
9. 教育 / 有安杏果
10. 涙目のアリス / 玉井詩織
11. 渚のラララ / 百田夏菜子
12. コント「修学旅行の夜」
13. ココ☆ナツ
14. みてみて☆こっちっち
ポケットモンスター ベストウイッシュのテーマに同曲が決定したことが発表され、ピカチュウ・メロエッタも登場。初披露となった。
15. Z伝説 〜終わりなき革命〜
16. うれしいんだZ音頭

### 2部
1. オープニング
2. もリフだョ!全員集合
3. コント「アイドルの道は一日にしてならず」
4. 事務所にもっと推され隊 / 事務所に推され隊（有安杏果・高城れに）
5. シングルベッドはせまいのです / ももたまい（百田夏菜子・玉井詩織）
6. ももクロ言葉
7. 体操コーナー
8. だって あーりんなんだもーん☆ / 佐々木彩夏 with ももメイツ
9. コント「修学旅行の夜」
10. ももクロのニッポン万歳！
11. みてみて☆こっちっち
12. 猛烈宇宙交響曲・第七楽章「無限の愛」
13. ヒゲダンス
14. いい湯だな
15. Z伝説 〜終わりなき革命〜（アンコール）

### DVD & Blu-ray作品
1. オープニング
2. もリフだョ!全員集合
3. コント「アイドルの道は一日にしてならず」
4. 事務所にもっと推され隊 / 事務所に推され隊（有安杏果・高城れに）
5. シングルベッドはせまいのです / ももたまい（百田夏菜子・玉井詩織）
6. あーりんは反抗期! / 佐々木彩夏
7. 津軽半島龍飛崎 / 高城れに
8. ももクロ言葉
9. 体操コーナー
10. あーりん&れにのバケツ回し
11. 教育 / 有安杏果
12. 涙目のアリス / 玉井詩織
13. 渚のラララ / 百田夏菜子
14. だって あーりんなんだもーん☆ / 佐々木彩夏 with ももメイツ
15. コント「修学旅行の夜」
16. ココ☆ナツ
17. みてみて☆こっちっち
18. Z伝説 〜終わりなき革命〜
19. うれしいんだZ音頭

特典映像（DVD & Blu-ray）
1. LIVEドキュメンタリー「コントはとっても大変なんだZ」
2. ももクロのニッポン万歳!
3. 猛烈宇宙交響曲・第七楽章「無限の愛」